# Lempaut

Lempaut este o comună în departamentul Tarn din sudul Franței. În 2009 avea o populație de 696 de locuitori.

## Evoluția populației
| An        | 1975 | 1982 | 1990 | 1999 | 2006 | 2009 |
| --------- | ---- | ---- | ---- | ---- | ---- | ---- |
| Populație | 480  | 472  | 527  | 574  | 657  | 696  |